# Речани-Челопечко
Речани (мкд. Речани) су насеље у Северној Македонији, у западном делу државе. Речани припадају општини Кичево.

## Географија
Насеље Речани је смештено у средишњем делу Северне Македоније. Од најближег већег града, Кичева, насеље је удаљено 18 km источно.
Речани се налазе у малој области Рабетинкоље, која обухвата неколико села у средишњем сливу реке Треске. Село је положено на јужним падинама планине Коњаник, која се јужније спушта у плодну долину Треске. Надморска висина насеља је приближно 680 метара.
Клима у насељу је континентална.

## Становништво
Речани су према последњем попису из 2002. године имала 22 становника.
Већинско становништво су етнички Македонци (100%).
Претежна вероисповест месног становништва је православље.